# Memoirs of the National Academy of Sciences
Memoirs of the National Academy of Sciences (abreviado Mem. Natl. Acad. Sci.) fue una revista con ilustraciones y descripciones botánicas que fue editada en Washington D. C. desde 1866 hasta 1928, publicándose 22 números.